# 八王子市夢美術館
八王子市夢美術館（はちおうじしゆめびじゅつかん）は、東京都八王子市八日町にある美術館である。

## 概要

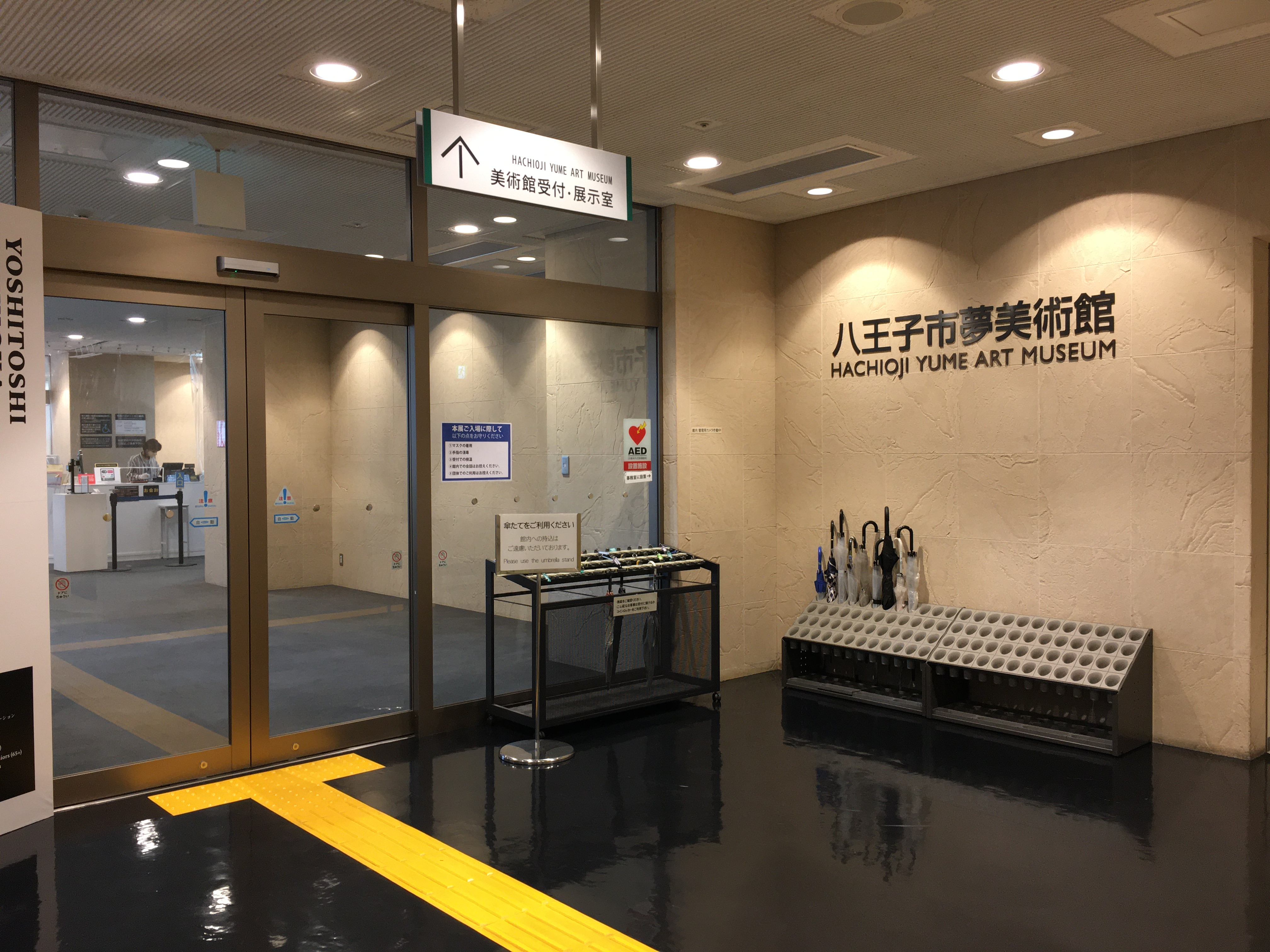
エントランス

八王子市民が気軽に楽しめる「くらしのなかの美術館」をめざし、2003年10月18日に開館した。八王子市が設置し、財団法人八王子市学園都市文化ふれあい財団が管理・運営を行っている。
市街地を再開発した高層ビル（28階建て、上層部はUR都市機構の賃貸住宅）の2階部分を美術館とし、約440平方メートルを展示室スペースに当てる。
年6回程度の特別展（企画展示）を開催し、この開催期間に合わせて常設展（収蔵品展示）を行う。
入館料は、特別展の実施内容によって、異なっている。（常設展のみの見学は、100円と定額である。）

## 公募
2005年より「夢美エンナーレ」と称し、隔年で市民（市内の在住・在勤・過去も含む在学者）を対象とした公募およびその入選作品展を行う。あらかじめ専門家による審査により入選作品を選定の上、本展来館者の投票も含めて大賞1点、準大賞2点、奨励賞10点を決定し、会期内にこれを表彰する。

## その他
毎夏の特別展示は若年の来館者を対象として、絵本やコミックあるいはアニメーション作家等の作品を意識的に取り上げ、美術館をより親しみ易いものにしょうとする試みを積極的に行っている。
2006年夏、機動戦士ガンダムのキャラクターデザインで知られる安彦良和の原画展をした際、安彦の講演会やサイン会を実施し、話題となった。この他、過去の実績としては「山村浩二（2004）」「たむらしげる（2005）」などの展示があり、2007年には「ますむらひろし」を取り上げてファンを集めた。以降、「タツノコプロの世界」展（2008）、「大河原邦男のメカデザイン」展（2009）、「押井守と映像の魔術師たち」展・「水木しげるの世界」展（2010）と続く。